# 科米讷
科米讷（法語：Comines，法語發音：[kɔmin]）是法国上法蘭西大區北部省的一个市镇，位于该省中部，隔利斯河与比利时同名城镇相望，属于里尔区和里尔欧洲都会区。

## 地理
科米讷（50°45'40"N, 3°0'28"E）面积16.02 平方千米，位于法国上法蘭西大區北部省，该省份为法国最北部的省份及最长的省份，西北濒北海，西接加来海峡省，南至埃纳省和索姆省，东与比利时接壤。
与科米讷接壤的市镇（或旧市镇、城区）包括：科米讷、瓦尔讷通、南韦尔维克、德莱蒙、兰塞勒、德勒河畔凯努瓦、韦尔菲克。
科米讷的时区为UTC+01:00、UTC+02:00（夏令时）。

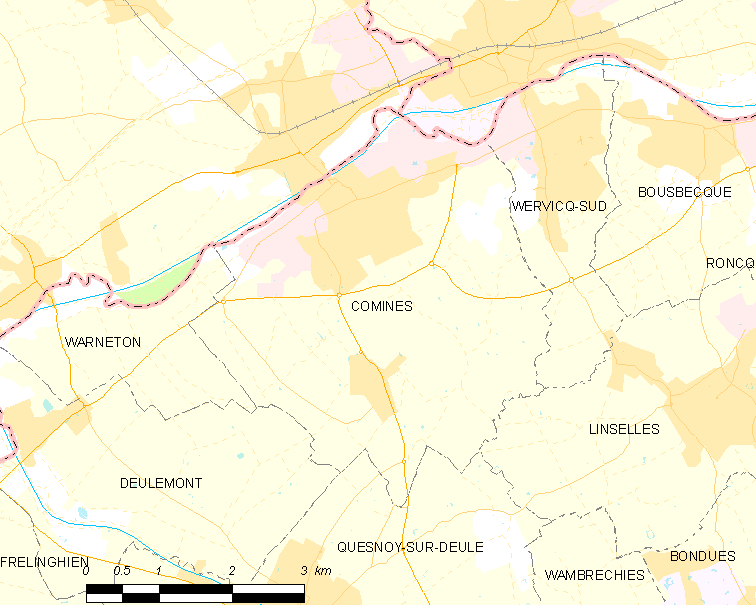
科米讷的OSM定位图

## 行政
科米讷的邮政编码为59560，INSEE市镇编码为59152。

## 政治
科米讷所属的省级选区为朗贝萨尔县。

## 人口

1962-2008年间科米讷人口变化图示

科米讷于2022年1月1日时的人口数量为12649人。